# Náměšťská obora
Náměšťská obora este o arie protejată (arie specială de conservare — SAC, sit de importanță comunitară — SCI) din Republica Cehă întinsă pe o suprafață de 285,52 ha, integral pe uscat.

## Localizare
Centrul sitului Náměšťská obora este situat la coordonatele 49°12′21″N 16°10′51″E / 49.205833°N 16.180833°E.

## Înființare
Situl Náměšťská obora a fost declarat sit de importanță comunitară în aprilie 2005 pentru a proteja 3 specii de animale. Situl a fost protejat și ca arie specială de conservare în august 2012.

## Biodiversitate
Situată în ecoregiunea continentală, aria protejată nu include niciun habitat protejat.
La baza desemnării sitului se află mai multe specii protejate de  nevertebrate (3): croitorul mare al stejarului (Cerambyx cerdo), Limoniscus violaceus, Osmoderma eremita.